# Личная собственность
Ли́чная со́бственность — в экономической системе при социализме это трудовая собственность на предметы потребления и личного обихода, является основной формой индивидуальной собственности членов социалистического общества на трудовые доходы и сбережения, предметы потребления, удовлетворяющие личные потребности, а также на некоторые средства производства, используемые в личном подсобном и домашнем хозяйстве. Личная собственность основана на личном труде и принципиально отлична
от частной собственности в капиталистических странах и в силу господства общественной собственности на средства производства  не может быть использована для эксплуатации человека человеком.
В системе Общего права англосаксонской правовой семьи личной собственностью называют движимое имущество.

## Личная собственность в России

### Советский период
Понятие впервые появляется лишь в Конституции СССР 1936 г. и соответствует «частнотрудовой собственности» и предметам потребления, но не на средства производства. Использование личной собственности для извлечения «нетрудовых доходов» запрещалось. То есть личная собственность могла использоваться для получения прибыли и, соответственно, для создания личного производства и личного бизнеса, но без привлечения наемного труда, только своего личного труда и труда своей семьи.
Каждый колхозный двор, кроме основного дохода от общественного колхозного хозяйства, имеет в личном пользовании небольшой приусадебный участок земли и в личной собственности подсобное хозяйство на приусадебном участке, жилой дом, продуктивный скот, птицу и мелкий сельскохозяйственный инвентарь — согласно уставу сельскохозяйственной артели.
<…>
Статья 10. Право личной собственности граждан на их трудовые доходы и сбережения, на жилой дом и подсобное домашнее хозяйство, на предметы домашнего хозяйства и обихода, на предметы личного потребления и удобства, равно как право наследования личной собственности граждан — охраняются законом.Конституция СССР 1977 года
Есть и определение частной собственности как только той части личной собственности, которая приобретена на средства, полученные от эксплуатации. При этом личная собственность, используемая для эксплуатации, только выполняет функции частной собственности на время эксплуатации в пропорции, соответствующей степени эксплуатации. Такой подход позволяет количественно разграничить личную и частную собственность. Вот какое содержание частной собственности даёт одна из книг, изданная до закрепления понятия личной собственности:
Мы имеем <…> [процент] государственного капитализма и частнохозяйственного капитализма в виде <…> кулацких хозяйств в районах несплошной коллективизации, [в виде] нескольких концессионных предприятий <…> и имущества, принадлежащего иностранным фирмам, допущенным к производству операций в СССР. Существенное значение имеет еще частная собственность мелких самостоятельных товаропроизводителей <…> единоличников и <…> некооперированных кустарей и ремесленников. Наконец, на праве частной собственности колхозники владеют и распоряжаются своим личным добавочным хозяйством, необобществлённой частью своего хозяйства.Курс советского хозяйственного права. Под ред. Л. Я. Гинцбурга и Е. Б. Пашуканиса, т. 1, с. 162. (1925 г.)

### Современный период
В 1990 году понятие «личная собственность граждан» было заменено более широким понятием «собственность граждан» с новым социально-экономическим содержанием.
В Российской Федерации супругу во время брака принадлежит не только совместная собственность семьи, но и собственность самого супруга — его личная собственность.